# 寺尾隆吉
寺尾 隆吉（てらお りゅうきち、1971年- ）は、日本のラテンアメリカ文学研究者・翻訳家。
早稲田大学社会科学部教授。博士（学術）（東京大学、2005年）。専門は現代ラテンアメリカ文学。

## 来歴
愛知県名古屋市生まれ。東京大学大学院総合文化研究科博士課程修了。2005年「La novelística de la violencia en América Latina 」で学術博士。
ガブリエル・ガルシア＝マルケス、フアン・カルロス・オネッティ、フリオ・コルタサル、フアン・ヘルマンなどラテンアメリカ文学作品の邦訳のほか、安部公房、大江健三郎、谷崎潤一郎などの作品のスペイン語への翻訳も手がける。

## 著書
- 『フィクションと証言の間で - 現代ラテンアメリカにおける政治・社会動乱と小説創作』（松籟社） 2007
- 『魔術的リアリズム - 20世紀のラテンアメリカ小説』（水声社） 2012
- 『ラテンアメリカ文学入門　ボルヘス、ガルシア・マルケスから新世代の旗手まで』（中公新書） 2016
- 『100人の作家で知る　ラテンアメリカ文学ガイドブック』（勉誠出版） 2020

### 共編
- 『平和に向けて歩む人々 戦乱の記憶を乗り越えて』（馬橋憲男共編、現代企画室、フェリスカルチャーシリーズ） 2009
- 『抵抗と亡命のスペイン語作家たち』（編著、洛北出版） 2013
- 『ラテンアメリカ文学の出版文化史: 作家・出版社・文芸雑誌と国際的文学ネットワークの形成』（編著、勉誠社） 2024

## 翻訳
- 『作家とその亡霊たち』（エルネスト・サバト、現代企画室） 2009
- 『崩壊』（オラシオ・カステジャーノス・モヤ、現代企画室） 2009
- 『嘘から出たまこと』（マリオ・バルガス・ジョサ、現代企画室） 2010
- 『価値ある痛み フアン・ヘルマン詩集』（フアン・ヘルマン、現代企画室） 2010
- 『屍集めのフンタ』（フアン・カルロス・オネッティ、現代企画室） 2011
- 『澄みわたる大地』（カルロス・フエンテス、現代企画室） 2012
- 『境界なき土地』（ホセ・ドノソ、水声社、フィクションのエル・ドラード） 2013
- 『孤児』（フアン・ホセ・サエール、水声社、フィクションのエル・ドラード） 2013
- 『ただ影だけ』（セルヒオ・ラミレス、水声社、フィクションのエル・ドラード） 2013
- 『別れ』（フアン・カルロス・オネッティ、水声社、フィクションのエル・ドラード） 2013
- 『疎外と叛逆 ガルシア・マルケスとバルガス・ジョサの対話』（水声社） 2014
- 『対岸』（フリオ・コルタサル、水声社、フィクションのエル・ドラード）　2014
- 『TTT トラのトリオのトラウマトロジー』（ギジェルモ・カブレラ・インファンテ、現代企画室、セルバンテス賞コレクション） 2014
- 『八面体』（フリオ・コルタサル、水声社、フィクションのエル・ドラード）　2014
- 『別荘』（ホセ・ドノソ、現代企画室、ロス・クラシコス） 2014
- 『怒りの玩具』（ロベルト・アルルト、現代企画室、ロス・クラシコス） 2015
- 『ガラスの国境』（カルロス・フエンテス、水声社、フィクションのエル・ドラード） 2015
- 『ゴンサロ・ロハス詩集〈アンソロジー〉』（グレゴリー・サンブラーノ編、現代企画室、セルバンテス賞コレクション） 2015
- 『ロリア侯爵夫人の失踪』（ホセ・ドノソ、水声社、フィクションのエル・ドラード）　2015
- 『水を得た魚 マリオ・バルガス・ジョサ自伝』（マリオ・バルガス・ジョサ、水声社） 2016
- 『方法異説』（アレホ・カルペンティエール、水声社、フィクションのエル・ドラード） 2016
- 『場所』（マリオ・レブレーロ、水声社、フィクションのエル・ドラード） 2017
- 『ドニャ・バルバラ』（ロムロ・ガジェゴス、現代企画室、ロス・クラシコス） 2017
- 『マイタの物語』（バルガス・リョサ、水声社） 2018
- 『奪われた家 / 天国の扉 動物寓話集』（フリオ・コルタサル、光文社古典新訳文庫） 2018
- 『ライオンを殺せ』（ホルヘ・イバルグエンゴイティア、水声社、フィクションのエル・ドラード） 2018
- 『犬を愛した男』（レオナルド・パドゥーラ、水声社、フィクションのエル・ドラード） 2019
- 『時との戦い』（カルペンティエール、鼓直共訳、水声社、フィクションのエル・ドラード） 2020 - 短編四編を新訳
- 『ボスの影』（マルティン・ルイス・グスマン、幻戯書房〈ルリユール叢書〉） 2020
- 『帝国の動向』（フェルナンド・デル・パソ、水声社、フィクションのエル・ドラード） 2021
- 『復讐の女 / 招かれた女たち』（シルビナ・オカンポ、幻戯書房〈ルリユール叢書〉） 2021
- 『街と犬たち』（バルガス・リョサ、光文社古典新訳文庫） 2022
- 『ガルシア・マルケス論　神殺しの物語』（バルガス・リョサ、水声社） 2022
- 『閉ざされた扉　全短編』（ホセ・ドノソ、水声社、フィクションのエル・ドラード） 2023
- 『悪い時』（ガルシア・マルケス、光文社古典新訳文庫） 2024
- 『愛する者は憎む』（シルビナ・オカンポ／アドルフォ・ビオイ・カサーレス、幻戯書房〈ルリユール叢書〉） 2025
- 『風に舞う塵のように』（レオナルド・パドゥーラ、水声社、フィクションのエル・ドラード） 2025